# ネオ・ダダJAPAN 1958-1998 磯崎新とホワイトハウスの面々
ネオ・ダダJAPAN 1958-1998 磯崎新とホワイトハウスの面々（ネオ・ダダ ジャパン 1958-1998 いそざきあらたとホワイトハウスのめんめん）は、1998年に大分県大分市のアートプラザで開催されたネオ・ダダの展覧会である。

## 概要
磯崎新が設計した旧大分県立図書館を改装してリニューアルオープンしたアートプラザの開館記念として開催された展覧会である。磯崎新が監修し、赤瀬川原平、荒川修作、風倉匠、木下新、篠原有司男、田中信太郎、田辺三太郎、升沢金平、吉野辰海、吉村益信らが出品参加した。
展覧会のタイトル中のホワイトハウスとは、磯崎新の設計で1957年に新宿区百人町に完成した吉村益信のアトリエで、ネオ・ダダのアーティスト達のサロンの役割を果たした。
現在でも、アートプラザでは、大分市美術館が収集したネオ・ダダを中心とした現代美術の作品を常設展示している。また、本展覧会のカタログは、大分市教育委員会（現在は大分市美術館）が扱っている。

## カタログ

### 構成
- 目次

- 1960年の刻印 - 磯崎新
- 戦後美術におけるネオ・ダダの位相 - 針生一郎
- 60年代の磯崎新 - 多木浩二
- その後のネオ・ダダ - 建畠晢
- 本展の位置づけについて - 菅章

- カタログ
  - 1章 ネオ・ダダ前夜
  - 2章 ホワイトハウスとネオ・ダダの1960年
  - 3章 後期「読売アンデパンダン」の熱気とネオ・ダダのイベント
  - 4章 渡米するアーティストたち
  - 5章 ポップ・アートと60年代前半のアート・シーン
  - 6章 千円札裁判と反芸術
  - 7章 吉村益信の帰国と万博の喧騒
  - 8章 躍進したダダイストたち
  - 9章 日常性の見直し
  - 10章 ネオ・ダダの遺伝子
  - 11章 なぜ今ネオ・ダダなのか

- 資料
  - 作家解説
  - ネオ・ダダ関係出身マップ
  - 日本列島前衛マップ一覧
  - ネオ・ダダ作家関連展覧会一覧
  - 関連年表
  - 主要参考文献
  - 用語解説
  - 出品作品リスト

### 概要
- B5判
- 296ページ
- 一部英文翻訳
- デザイン：矢萩喜従郎
- 制作：エディタス
- 編集：菅章
- 発行：大分市教育委員会